# Emma Snowsill
Emma Snowsill (n. 15 iunie 1981, Gold Coast, Queensland, Australia) este o sportivă ce a reprezentat Australia, medaliată olimpică. A participat la o ediție a Jocurilor Olimpice (2008) în care a câștigat o medalie de aur.